# Nati nel 1946/Dicembre
| Questa pagina contiene informazioni ricavate automaticamente dalle voci biografiche con l'ausilio del template Bio e di un bot. L'aggiornamento è periodico e automatico e ricostruisce completamente la pagina. Se manca una persona in questa lista, sei pregato di non aggiungerla, ma accertati piuttosto che la sua voce biografica contenga il template Bio e che i dati anagrafici siano correttamente compilati. Se il template Bio manca, inseriscilo tu stesso o, in alternativa, metti l'avviso {{tmp\|Bio}} che ne segnala la mancanza. Se i dati riportati sono sbagliati, correggi direttamente la voce biografica; le modifiche saranno visibili in questa lista entro pochi giorni. Per chiarimenti vedi il progetto biografie. La lista contiene solo le 282 persone che sono citate nell'enciclopedia e per le quali è stato implementato correttamente il template Bio. Pagina aggiornata al 10 ago 2025. |

- 1º dicembre - Jacques Botherel, ciclista su strada francese
- 1º dicembre - Rudolf Buchbinder, pianista austriaco
- 1º dicembre - Germana Dominici, attrice, doppiatrice e direttrice del doppiaggio italiana († 2024)
- 1º dicembre - Dale Furutani, scrittore statunitense
- 1º dicembre - Jonathan Katz, comico, attore e doppiatore statunitense
- 1º dicembre - Kemal Kurspahić, giornalista bosniaco († 2021)
- 1º dicembre - Jim McKenny, ex hockeista su ghiaccio canadese
- 1º dicembre - Gilbert O'Sullivan, cantautore irlandese
- 1º dicembre - Ladislav Petráš, ex calciatore cecoslovacco
- 1º dicembre - Gene Quintano, attore, produttore cinematografico e sceneggiatore statunitense
- 1º dicembre - Ri Ho-jun, ex tiratore a segno nordcoreano
- 1º dicembre - Michael Yeung Ming-cheung, vescovo cattolico cinese († 2019)
- 2 dicembre - Andrej Choteev, pianista russo († 2021)
- 2 dicembre - Ron Dunlap, cestista statunitense († 2019)
- 2 dicembre - David Macaulay, illustratore e scrittore britannico
- 2 dicembre - Ernesto Mauri, dirigente d'azienda italiano
- 2 dicembre - Gianni Sartori, ex pistard e ciclista su strada italiano
- 2 dicembre - Lynne Taylor-Corbett, coreografa e regista teatrale statunitense († 2025)
- 2 dicembre - Hans-Jürgen Veil, ex lottatore tedesco occidentale
- 2 dicembre - Gianni Versace, stilista e imprenditore italiano († 1997)
- 3 dicembre - Paolo Albani, scrittore italiano
- 3 dicembre - Alberto Destrieri, attore teatrale italiano († 2019)
- 3 dicembre - Walter A. McDougall, storico statunitense
- 3 dicembre - Giovanni Antonio Pintori, pittore, critico d'arte e gallerista italiano
- 3 dicembre - Franco Trabucco, pianista italiano
- 3 dicembre - Kourosh Yaghmaei, musicista, compositore e produttore discografico iraniano
- 3 dicembre - Joop Zoetemelk, ex ciclista su strada, pistard e dirigente sportivo olandese
- 3 dicembre - Thubten Zopa Rinpoche, monaco buddhista nepalese († 2023)
- 4 dicembre - Sherry Alberoni, attrice statunitense
- 4 dicembre - Lajos Balázsovits, attore e regista ungherese († 2023)
- 4 dicembre - Tim Brooks, wrestler statunitense († 2020)
- 4 dicembre - Angela Browning, politica britannica
- 4 dicembre - Daniel Carnevali, ex calciatore argentino
- 4 dicembre - Doug Phillips, politico canadese
- 4 dicembre - Giuseppe Rundo, ex cestista italiano
- 4 dicembre - Stan Smith, allenatore di tennis e ex tennista statunitense
- 5 dicembre - Rodney Alexander, politico statunitense
- 5 dicembre - José Carreras, tenore spagnolo
- 5 dicembre - Baayork Lee, attrice, ballerina e coreografa statunitense
- 5 dicembre - Eva-Britt Svensson, politica svedese
- 6 dicembre - Frankie Beverly, cantante, musicista e compositore statunitense († 2024)
- 6 dicembre - Daniel Boyarin, storico delle religioni statunitense
- 6 dicembre - Nancy Brinker, filantropa, diplomatica e imprenditrice statunitense
- 6 dicembre - Franco Fortunato, pittore e incisore italiano
- 6 dicembre - Salif Keïta, calciatore maliano († 2023)
- 6 dicembre - Willy van der Kuijlen, calciatore olandese († 2021)
- 6 dicembre - Emilio Santiago, cantante brasiliano († 2013)
- 6 dicembre - Miklós Szalay, ex calciatore ungherese
- 7 dicembre - Rosalind Ayres, attrice britannica
- 7 dicembre - Jim Cameron, ex calciatore scozzese
- 7 dicembre - Ahmed Faras, calciatore marocchino († 2025)
- 7 dicembre - Mike Fusaro, cantante italiano
- 7 dicembre - Kjell Hestvik, ex calciatore norvegese
- 7 dicembre - Jan Erik Osland, ex calciatore norvegese
- 7 dicembre - Giulio Prosperetti, giurista italiano
- 7 dicembre - Hopkinson Smith, liutista e chitarrista statunitense
- 7 dicembre - Kirsti Sparboe, cantante norvegese
- 7 dicembre - Rostislav Václavíček, calciatore cecoslovacco († 2022)
- 7 dicembre - Francesco Zana, ex calciatore italiano
- 8 dicembre - Frank D'Arcy, calciatore inglese († 2024)
- 8 dicembre - Marian Ostafiński, ex calciatore polacco
- 8 dicembre - Frank Pesce, attore statunitense († 2022)
- 8 dicembre - John Rubinstein, attore statunitense
- 8 dicembre - Sharmila Tagore, attrice indiana
- 8 dicembre - Emmerich Tarabocchia, calciatore e allenatore di calcio italiano († 2022)
- 8 dicembre - John B. Taylor, economista statunitense
- 8 dicembre - Jack Whitham, allenatore di calcio e ex calciatore inglese
- 9 dicembre - Terry Alcock, ex calciatore inglese
- 9 dicembre - Erich Beer, allenatore di calcio e ex calciatore tedesco occidentale
- 9 dicembre - Roby Carletta, cabarettista, comico e attore italiano
- 9 dicembre - Bill Church, bassista statunitense
- 9 dicembre - David Currie, Baron Currie of Marylebone, economista e dirigente pubblico inglese
- 9 dicembre - Mervyn Davies, rugbista a 15 gallese († 2012)
- 9 dicembre - Nikolaj Dolgov, ex calciatore e allenatore di calcio sovietico
- 9 dicembre - Dennis Dunaway, bassista statunitense
- 9 dicembre - Sonia Gandhi, politica indiana
- 9 dicembre - Ottavio Mai, regista, sceneggiatore e attore italiano († 1992)
- 9 dicembre - Ciro Rodriguez, politico statunitense
- 9 dicembre - Jimmy Steward, ex calciatore honduregno
- 10 dicembre - Sergio D'Antoni, sindacalista, politico e dirigente sportivo italiano
- 10 dicembre - Guy Hocquenghem, sociologo e scrittore francese († 1988)
- 10 dicembre - Douglas Kenney, scrittore, sceneggiatore e produttore cinematografico statunitense († 1980)
- 10 dicembre - Gloria Loring, attrice e cantante statunitense
- 10 dicembre - Giuseppe Olivieri, mafioso italiano († 1990)
- 10 dicembre - Hovhannes Zanazanyan, calciatore e allenatore di calcio sovietico († 2015)
- 11 dicembre - Thorwald Dethlefsen, psicoterapeuta, filosofo e scrittore tedesco († 2010)
- 11 dicembre - Yakov Eliashberg, matematico russo
- 11 dicembre - Colin Latimour, calciatore neozelandese († 2014)
- 11 dicembre - John P. Dulaney, attore e imprenditore statunitense
- 11 dicembre - Diana Palmer, scrittrice e giornalista statunitense
- 11 dicembre - Miguel Rio Branco, fotografo, pittore e regista brasiliano
- 11 dicembre - Robert Van Lancker, ex pistard e ciclista su strada belga
- 12 dicembre - Emerson Fittipaldi, ex pilota automobilistico brasiliano
- 12 dicembre - Don Gummer, scultore statunitense
- 12 dicembre - Matthías Hallgrímsson, ex calciatore islandese
- 12 dicembre - Jørgen Kristensen, ex calciatore danese
- 12 dicembre - Ahmed Rami, militare e politico marocchino
- 12 dicembre - Hisao Shirai, animatore giapponese († 2019)
- 12 dicembre - Rubén Techera, ex calciatore uruguaiano
- 12 dicembre - Paula Wagner, produttrice cinematografica statunitense
- 12 dicembre - Renzo Zorzi, pilota automobilistico italiano († 2015)
- 13 dicembre - Maria da Gloria d'Orléans-Braganza, principessa brasiliana
- 13 dicembre - Pierino Prati, calciatore e allenatore di calcio italiano († 2020)
- 13 dicembre - Franco Turigliatto, politico italiano
- 14 dicembre - Antony Beevor, storico britannico
- 14 dicembre - Jane Birkin, attrice, cantante e regista britannica († 2023)
- 14 dicembre - Leon Botstein, direttore d'orchestra svizzero
- 14 dicembre - Jobriath, cantante statunitense († 1983)
- 14 dicembre - Patty Duke, attrice statunitense († 2016)
- 14 dicembre - Ruth Fuchs, giavellottista e politica tedesca († 2023)
- 14 dicembre - Sanjay Gandhi, politico indiano († 1980)
- 14 dicembre - Peter Lorimer, calciatore britannico († 2021)
- 14 dicembre - Elaine Princi, attrice statunitense
- 14 dicembre - Giancarlo Rolla, giurista italiano
- 14 dicembre - Augusto Tocci, agronomo, botanico e divulgatore scientifico italiano
- 14 dicembre - Aura Urziceanu, cantante e compositrice rumena
- 15 dicembre - Vincenza Aloisio, politica italiana
- 15 dicembre - Carmine Appice, batterista statunitense
- 15 dicembre - Zbigniew Gawior, slittinista polacco († 2003)
- 15 dicembre - Comunardo Niccolai, calciatore e allenatore di calcio italiano († 2024)
- 15 dicembre - Jean-Michel Ribes, attore, regista e drammaturgo francese
- 15 dicembre - Piet Schrijvers, calciatore e allenatore di calcio olandese († 2022)
- 16 dicembre - Benny Andersson, musicista, compositore e arrangiatore svedese
- 16 dicembre - Marcello Bergamo, ex ciclista su strada italiano
- 16 dicembre - Adriaan van Dis, scrittore olandese
- 16 dicembre - Fedora Ferluga Petronio, filologa, slavista e traduttrice italiana († 2018)
- 16 dicembre - Francesco Ferrari, politico italiano († 2022)
- 16 dicembre - Giusi Ferré, giornalista, saggista e opinionista italiana († 2022)
- 16 dicembre - Nataša Kandić, attivista serba
- 16 dicembre - Terence Knox, attore statunitense
- 16 dicembre - Eduard Krieger, calciatore austriaco († 2019)
- 16 dicembre - Trevor Pinnock, direttore d'orchestra e clavicembalista inglese
- 16 dicembre - Giuseppe Provenzano, politico e economista italiano
- 16 dicembre - Rossano Puddu, musicista, cantante e compositore italiano
- 16 dicembre - Roland Sandberg, ex calciatore svedese
- 16 dicembre - Maurizio Seracini, ingegnere italiano
- 16 dicembre - Barbara Smith, attivista e scrittrice statunitense
- 16 dicembre - Tom Stern, direttore della fotografia statunitense
- 16 dicembre - Kalai Strode, sceneggiatore, attore e compositore statunitense († 2014)
- 16 dicembre - Diane Towler, ex danzatrice su ghiaccio britannica
- 16 dicembre - Debbi Wilkes, ex pattinatrice artistica su ghiaccio canadese
- 17 dicembre - Gino Gagliardelli, ex calciatore italiano
- 17 dicembre - Eugene Levy, attore, comico e sceneggiatore canadese
- 17 dicembre - Maria Fida Moro, politica italiana († 2024)
- 17 dicembre - Suresh Oberoi, attore indiano
- 17 dicembre - Annie Philippe, cantante francese
- 17 dicembre - Francesco Scorsa, calciatore e allenatore di calcio italiano († 2023)
- 17 dicembre - Boubacar Traoré, ex cestista senegalese
- 18 dicembre - Antonio Bartoccetti, musicista e compositore italiano
- 18 dicembre - Stephen Biko, attivista sudafricano († 1977)
- 18 dicembre - Rosie Fortna, ex sciatrice alpina statunitense
- 18 dicembre - Susie Isaacs, giocatrice di poker statunitense
- 18 dicembre - Rich Johnson, cestista statunitense († 1994)
- 18 dicembre - Greg Landry, giocatore di football americano statunitense († 2024)
- 18 dicembre - Giuseppe Madonia, mafioso italiano
- 18 dicembre - Ferdinando Nelli Feroci, ambasciatore italiano
- 18 dicembre - Kees Schouhamer Immink, ingegnere olandese
- 18 dicembre - Steven Spielberg, regista, sceneggiatore e produttore cinematografico statunitense
- 19 dicembre - Fabrizio Felice Bracco, politico italiano
- 19 dicembre - Giuseppe De Facendis, fumettista italiano
- 19 dicembre - Willie Johnston, ex calciatore scozzese
- 19 dicembre - Gregorio Martínez Sacristán, vescovo cattolico spagnolo († 2019)
- 19 dicembre - Jean-Christophe Mitterrand, giornalista e imprenditore francese
- 19 dicembre - Aldo Reggiani, attore e doppiatore italiano († 2013)
- 19 dicembre - Robert Urich, attore statunitense († 2002)
- 20 dicembre - Giuseppe Carnovale, criminale italiano († 1991)
- 20 dicembre - Aíto García Reneses, allenatore di pallacanestro, dirigente sportivo e ex cestista spagnolo
- 20 dicembre - Uri Geller, personaggio televisivo e illusionista israeliano
- 20 dicembre - Bill Hosket, ex cestista statunitense
- 20 dicembre - Francesco Jori, giornalista italiano
- 20 dicembre - Boris Makaresko, comico e cabarettista italiano († 2016)
- 20 dicembre - Sonny Perdue, politico statunitense
- 20 dicembre - Peps Persson, cantante svedese († 2021)
- 20 dicembre - Robert Sedgewick, informatico, matematico e manager statunitense
- 20 dicembre - John Spencer, attore statunitense († 2005)
- 20 dicembre - Tony e Maureen Wheeler, editore e scrittore inglese
- 20 dicembre - Dick Wolf, produttore televisivo statunitense
- 21 dicembre - Egidio Ballerini, ex arbitro di calcio italiano
- 21 dicembre - Miguel Bustos, calciatore argentino († 2014)
- 21 dicembre - Jimmy Coonan, mafioso statunitense
- 21 dicembre - Bryan Hamilton, allenatore di calcio e ex calciatore nordirlandese
- 21 dicembre - Jimmy Hayes, politico statunitense
- 21 dicembre - Josh Mostel, attore statunitense
- 21 dicembre - Mario Tuti, ex terrorista italiano
- 21 dicembre - Carl Wilson, musicista statunitense († 1998)
- 22 dicembre - Kuwasi Balagoon, anarchico, attivista e criminale statunitense († 1986)
- 22 dicembre - Jacques Brodin, schermidore francese († 2015)
- 22 dicembre - Pamela Courson, cantante statunitense († 1974)
- 22 dicembre - Peter Daniel, ex calciatore inglese
- 22 dicembre - Régis Delépine, ex ciclista su strada francese
- 22 dicembre - Angelika Dünhaupt, ex slittinista tedesca occidentale
- 22 dicembre - Alberto Grossetti, ex calciatore italiano
- 22 dicembre - Bobby Hooper, cestista e allenatore di pallacanestro statunitense († 2024)
- 22 dicembre - Patrick Russel, ex sciatore alpino francese
- 22 dicembre - Rodrigo Valdéz, pugile colombiano († 2017)
- 23 dicembre - Flemming Ahlberg, ex calciatore danese
- 23 dicembre - Robbie Dupree, cantante e chitarrista statunitense
- 23 dicembre - Frye Gaillard, storico e scrittore statunitense
- 23 dicembre - Helen Gourlay, ex tennista australiana
- 23 dicembre - Rosalba Grottesi, attrice italiana
- 23 dicembre - Edita Gruberová, soprano slovacco († 2021)
- 23 dicembre - Slobodan Janković, ex calciatore jugoslavo
- 23 dicembre - Susan Lucci, attrice statunitense
- 23 dicembre - Ray Tabano, chitarrista statunitense
- 23 dicembre - Gaetano Valenti, politico italiano († 2022)
- 23 dicembre - Jan Wojnowski, sollevatore polacco († 1990)
- 24 dicembre - Jan Akkerman, chitarrista olandese
- 24 dicembre - Roselyne Bachelot, politica francese
- 24 dicembre - Uri Barbash, regista israeliano
- 24 dicembre - Daniel Beretta, attore e doppiatore francese († 2024)
- 24 dicembre - Philippe Clerc, ex velocista svizzero
- 24 dicembre - Uri Coronel, dirigente sportivo olandese († 2016)
- 24 dicembre - Inge Ejderstedt, ex calciatore svedese
- 24 dicembre - Leonid Filatov, attore e regista sovietico († 2003)
- 24 dicembre - Vittorio Giardino, fumettista italiano
- 24 dicembre - Erwin Pröll, politico austriaco
- 24 dicembre - Jeff Sessions, politico e avvocato statunitense
- 24 dicembre - Thomas Spencer, matematico e fisico statunitense
- 24 dicembre - Patrick Vial, ex judoka francese
- 24 dicembre - Yū Yamamoto, animatore, sceneggiatore e autore televisivo giapponese († 2018)
- 24 dicembre - Andrew Chi-Chih Yao, informatico cinese
- 25 dicembre - John Boyle, allenatore di calcio e ex calciatore scozzese
- 25 dicembre - Jimmy Buffett, cantautore, musicista e scrittore statunitense († 2023)
- 25 dicembre - Norm Bulaich, ex giocatore di football americano statunitense
- 25 dicembre - Larry Csonka, ex giocatore di football americano statunitense
- 25 dicembre - Gustavo Gaviria, criminale colombiano († 1990)
- 25 dicembre - Unto Heinonen, compositore di scacchi finlandese
- 25 dicembre - Ronald Kauffman, ex pattinatore artistico su ghiaccio statunitense
- 25 dicembre - Reinhard Rauball, politico, avvocato e dirigente sportivo tedesco
- 25 dicembre - Trevor Shepherd, ex calciatore inglese
- 25 dicembre - Stuart Wilson, attore britannico
- 26 dicembre - Ching Ho Cheng, artista statunitense († 1989)
- 26 dicembre - Claude English, ex cestista e allenatore di pallacanestro statunitense
- 26 dicembre - Helmut Kassner, pilota motociclistico tedesco
- 26 dicembre - Giorgio Muratore, architetto, storico dell'architettura e docente italiano († 2017)
- 26 dicembre - Yūsuke Ōmi, ex calciatore giapponese
- 26 dicembre - Egidio Ponzo, politico italiano
- 26 dicembre - Stefano Semenzato, politico italiano
- 26 dicembre - Marinus Wagtmans, ex ciclista su strada e pistard olandese
- 27 dicembre - Clara Droetto, attrice e doppiatrice italiana
- 27 dicembre - Rich Jones, ex cestista statunitense
- 27 dicembre - Lenny Kaye, chitarrista e produttore discografico statunitense
- 27 dicembre - Joe Kinnear, calciatore e allenatore di calcio irlandese († 2024)
- 27 dicembre - Milly Moratti, politica italiana
- 27 dicembre - Willi Röbke, attore e doppiatore tedesco
- 27 dicembre - Janet Street-Porter, personaggio televisivo e giornalista britannica
- 28 dicembre - Mike Beebe, politico statunitense
- 28 dicembre - Giorgio Bertin, vescovo cattolico e missionario italiano
- 28 dicembre - Timothy P. Johnson, politico statunitense († 2024)
- 28 dicembre - Harm Lagaay, ingegnere e progettista olandese
- 28 dicembre - Nello Mascia, attore e regista italiano
- 28 dicembre - Salvatore Muratore, vescovo cattolico italiano
- 28 dicembre - Danielle Peter, cestista francese († 1981)
- 28 dicembre - Pierre Falardeau, regista e attivista canadese († 2009)
- 28 dicembre - Alan Smith, allenatore di calcio inglese
- 28 dicembre - Bep Weeteling, ex nuotatrice olandese
- 28 dicembre - Edgar Winter, musicista statunitense
- 29 dicembre - Jacques André Bertrand, scrittore francese († 2022)
- 29 dicembre - Olimpia Carlisi, attrice italiana
- 29 dicembre - Claudio De Tassis, ex sciatore alpino italiano
- 29 dicembre - Piero Dorfles, giornalista, critico letterario e personaggio televisivo italiano
- 29 dicembre - Marianne Faithfull, cantante e attrice britannica († 2025)
- 29 dicembre - Sergije Krešić, allenatore di calcio e ex calciatore croato
- 29 dicembre - Agla Marsili, attrice italiana († 2010)
- 29 dicembre - Bud Ogden, ex cestista statunitense
- 29 dicembre - Terto, calciatore brasiliano († 2024)
- 29 dicembre - Giorgio Usai, tastierista e cantante italiano
- 30 dicembre - Clive Bunker, batterista britannico
- 30 dicembre - Marc Forné Molné, avvocato e politico andorrano
- 30 dicembre - Earle Higgins, ex cestista statunitense
- 30 dicembre - Rick Hill, politico statunitense
- 30 dicembre - Piergiovanni Malvestio, politico italiano († 2024)
- 30 dicembre - Nina Bahinskaja, attivista bielorussa
- 30 dicembre - Maxine Sanders, sacerdotessa britannica
- 30 dicembre - Patti Smith, cantautrice, poetessa e artista statunitense
- 30 dicembre - Berti Vogts, allenatore di calcio e ex calciatore tedesco
- 31 dicembre - Gilberto Alves de Souza, calciatore brasiliano († 2022)
- 31 dicembre - Robert Charles Morlino, vescovo cattolico statunitense († 2018)
- 31 dicembre - Fernando Osorio, ex calciatore cileno
- 31 dicembre - Ljudmila Pachomova, danzatrice su ghiaccio sovietica († 1986)
- 31 dicembre - Cliff Richey, ex tennista statunitense
- 31 dicembre - Dewey Tomko, giocatore di poker statunitense